# Chucky Atkins
Kenneth Lavon Atkins, mais conhecido como Chucky Atkins (Orlando, Flórida, 14 de agosto de 1974) é um ex-jogador de basquetebol profissional que jogou durante 11 temporadas na NBA. Com 1,80 m de altura, jogava na posição de armador.

## Carreira
Atkins não chegou a ser selecionado no Draft da NBA, sua carreira na NBA começou em 1999, no Orlando Magic, onde só jogou uma temporada e teve médias de 9.5 pontos e 3.5 assistências por jogo. Também teve passagens pelo Denver Nuggets de Carmelo Anthony, Boston Celtics de Paul Pierce e o Los Angeles Lakers de Kobe Bryant.